# غراكو (مقاطعة فومن)
غراكو (بالفارسية: گراکو) هي قرية تقع في غيلان في إيران. يقدر عدد سكانها بـ 209 نسمة بحسب إحصاء 2016.